# Light of the Seven
«Light of the Seven» (traducida como Luz de los Siete) es una pieza orquestal para piano de la serie de HBO Game of Thrones, adaptación de la saga literaria Canción de Hielo y Fuego del escritor estadounidense George R. R. Martin. Compuesta por el músico principal de la serie, Ramin Djawadi, Sonó por primera vez durante el final de la sexta temporada de la serie, en 2016. Light of the Seven fue la primera pieza de piano que se utilizó en los episodios de la serie, siendo nominada por la Asociación Internacional de Críticos de Música de Cine a la composición musical cinematográfica del año.

## Antecedentes
En una entrevista, Djawadi habló sobre Light of the Seven, que consistía en gran parte en piano, algo inusual para la serie. Djawadi declaró: "Lo interesante para mí fue el uso del piano. Cuando empezamos la temporada, los showrunners David Benioff y D. B. Weiss, y Miguel Sapochnik, el director del episodio, se pusieron en contacto conmigo y me dijeron: "Hay algo que viene en el episodio 10". Hablamos de ello, y de que tenía que ser una nueva pieza musical. Cualquier tipo de tema de los personajes podría inclinarla, y no queríamos inclinar al público. Miguel sacó el tema: "¿Qué pasa con el piano?". Lo discutimos. El piano no está realmente en el lenguaje de la partitura de Juego de Tronos". Djawadi había probado otros instrumentos, incluyendo tocar toda la melodía con arpa, pero ninguno sonaba bien, decantándose finalmente por el sonido más frío del piano.
Djawadi dijo: "Todo parecía encajar perfectamente. Lo bueno de la escena, además, es que apenas hay diálogos. Dura nueve minutos. Sabía que tenía que empezar con lo mínimo y darle espacio. Dejar que suenen las notas, darle espacio y aumentar la expectación a partir de ahí, sin inclinarse en ninguna dirección". Djawadi declaró que se abstuvo de utilizar el tema típico de los Lannister, The Rains of Castamere, para crear más misterio. La pieza también incluye las voces de dos jóvenes que cantan al unísono, y Djawadi les pidió que cantaran de forma que "no desafinaran, pero que tuvieran la sensación de que algo no iba bien. Djawadi describió cómo unió todas las piezas de la música: "Grabé a los chicos por separado. Las cuerdas las grabé todas juntas. Incluso los instrumentos solistas los grabé por separado: los violines solistas y los violonchelos solistas se grabaron por separado. El piano lo toqué yo. Y también el órgano".
En otra entrevista, Djawadi habló sobre el proceso, diciendo: "Esa fue la gran guía para mí, en cómo quería construir esta pieza, Es un instrumento diferente, y lo puse en un registro superior, pero la idea es que es construir algo que se mantiene igual pero cambia con el tiempo. Por supuesto, ahora que digo eso, la gente podría decir, "No, no es realmente eso". Y no es mantenerse fiel a la forma. Obviamente, la imagen me está guiando, así que tengo que apartarme y romper con ella. No podía mantenerlo como un pasacalles todo el tiempo. Pero hay momentos en los que se vuelve a eso".

## Composición
Light of the Seven tiene una duración de aproximadamente diez minutos. Cuando Djawadi compuso originalmente la pieza, al principio pretendía que fuera un pasacalle. Su instrumentación consiste en piano, órgano, cuerdas y dos chicos solistas. Sobre por qué decidió utilizar dos jóvenes solistas en lugar de un coro completo, Djawadi dijo: "Sentí que dos de ellos eran más inquietantes que utilizar un coro completo, porque es un entorno más pequeño, cuando están corriendo por las catacumbas".

## Recepción
La pieza recibió elogios universales por parte de la crítica y los fans, y Lili Loofbourow, periodista de la revista The Week, la calificó como la "verdadera ganadora" de la final de la temporada. Djawadi respondió a los elogios universales que recibió la composición, diciendo: "Nunca habría pensado que esto ocurriría, es muy emocionante porque es una final muy especial".

### Nominaciones
| Año  | Ceremonia                                    | Premio                                    | Nominado      | Resultado | Referencia |
| ---- | -------------------------------------------- | ----------------------------------------- | ------------- | --------- | ---------- |
| 2016 | International Film Music Critics Association | Composición musical para película del año | Ramin Djawadi | Nominado  | [ 6 ]      |

## Crédito y personal
Personal adaptado de las notas del álbum.
- Ramin Djawadi - compositor, artista principal, productor
- David Benioff - notas de presentación
- D.B. Weiss - notas de presentación

## Interpretaciones en vivo
Djawadi ha interpretado la obra con una orquesta en vivo en la Game of Thrones Live Concert Experience, que se citó en 24 fechas en ciudades de Estados Unidos y Canadá.

## Hechos posteriores
Una versión remezclada de Light of the Seven se utilizó en un tráiler de la séptima temporada. El motivo final de esta pieza se utiliza en el tema de la temporada 6 Hear Me Roar, y también a partir de la temporada 7 en temas relacionados con Cersei Lannister y sus maquinaciones, como The Long Farewell o No One Walks Away from Me, actuando como tema alternativo a The Rains of Castamere para su personaje. Parte de la canción también apareció en la canción que sonó durante la muerte de Cersei, For Cersei (así como una variación de The Rains of Castamere).

## Listas
| Chart (2016)            | Posición en listas |
| ----------------------- | ------------------ |
| Francia (SNEP)          | 32                 |
| Hungría (Single Top 40) | 9                  |